# Roy Sharma
Roy Sharma (ur. 14 lipca 1933) – singapurski hokeista na trawie, olimpijczyk.
Uczestnik Letnich Igrzysk Olimpijskich 1956. Reprezentował Singapur wyłącznie w spotkaniu rundy klasyfikacyjnej o miejsca 5–8, w którym rywalem była kadra Nowej Zelandii (mecz zakończył się porażką Singapuru 0–13). Jego reprezentacja zajęła finalnie 8. miejsce w stawce 12 zespołów. Pierwotnie Sharma nie znalazł się w 16-osobowej kadrze delegowanej na igrzyska, jednak po staraniach działaczy singapurskich wysłano do Melbourne 18 hokeistów (wśród dwóch dodatkowo powołanych znalazł się Sharma, który był rezerwowym obrońcą).